# British National Formulary
Pour les articles homonymes, voir BNF.
Le British National Formulary (BNF) est un ouvrage proche des pharmacopées qui contient un large spectre d'information sur les prescriptions en pharmacie, entre autres des indications, des effets secondaires les coûts des prescriptions de tous les médicaments disponibles en Grande-Bretagne.
Le BNF est publié conjointement par la Royal Pharmaceutical Society of Great Britain et la British Medical Association.
Il s'agit donc d'un Vademecum.